# 井上晋
井上 晋（いのうえ すすむ、1959年 - ）は、日本の土木工学者。大阪工業大学第14代学長。第5代八幡工学実験場長。工学博士（京都大学）。土木学会コンクリート委員会常任委員。プレストレストコンクリート工学会第34代会長。大阪府都市基盤施設維持管理技術審議会委員。
専門は、土木工学・構造工学（特に、コンクリート工学）・材料力学、建設工学・交通工学（道路工学/橋梁工学など）、地震工学・防災工学。

## 略歴
京都市出身。1982年京都大学工学部交通土木工学科卒業。1984年京都大学大学院工学研究科修士課程修了。その後、同大学工学部講師を経て、1994年工学博士（京都大学）。1995年大阪工業大学工学部に着任、土木工学科（現：都市デザイン工学科）助教授。2003年から2004年にはテキサス大学オースティン校客員研究員も務めた。2010年大阪工業大学八幡工学実験場長（第5代）。その後、都市デザイン工学科教授、工学部長、教務部長を経て、2021年11月に大阪工業大学第14代学長に就任。
日本最大級の無料オンライン大学講座JMOOCで「土木・建築」の認定講座の講師も担当し、一般人向けのオープンな講座公開を通じた土木・都市工学の認知向上に貢献している。

## 主な所属学会
- 土木学会
- 日本コンクリート工学協会
- プレストレストコンクリート工学会[5]
- 日本材料学会

## 主なテクニカルアドバイザー
- 土木学会コンクリート委員会常任委員[6]
- 大阪府都市基盤施設維持管理技術審議会委員[7]
- 大阪湾岸道路西伸部技術検討委員会委員[8]

## 主な受賞
- 1995年 日本材料学会学術奨励賞
- 1991年 シンガポールレディーミクストコンクリート協会賞 (The RMCAS CONCRETE AWARD)[9]

## 主な著書
- 土木練習帳-コンクリート工学（共著、共立出版2003、学術書）
- コンクリート工学ハンドブック（分担執筆、朝倉書店2009、学術書）
- プレストレストコンクリート工学（共著、国民科学社2006、学術書）[10]
- プレストレストコンクリート技術とその応用（共著、森北出版2006、学術書）
- 建設材料実験（分担執筆、日本材料学会2009、学術書）[11]
- 図説 わかるコンクリート構造（監修、学芸出版社2015、学術書）[12]
- 2017年制定コンクリート標準示方書設計編（分担執筆、土木学会2017、学術書）[13]
- コンクリート構造の設計・施工・維持管理の基本（分担執筆、土木学会関西支部2019、学術書）

## 主な研究
- 高強度コンクリートのRCおよびPC構造への適用と構造設計法に関する研究[14]
- せん断補強筋のないPCはり部材のせん断耐力に及ぼすプレストレスの効果[15]
- 鉄筋腐食およびアルカリ骨材反応(ASR)により劣化したコンクリート構造物の震災対策
- 兵庫県南部地震による道路施設の被害概要
- 中空断面RC梁部材の耐震性に関する実験的研究